# The New Blood
The New Blood fue un stable de lucha libre profesional en World Championship Wrestling (WCW) en 2000.

## Historia
A principios de 2000, la WCW decidió que el que 
hasta entonces era el escritor principal de las historias Kevin Sullivan no fue tan exitoso como habían esperado separandolo de su puesto. Entonces, decidieron traer de vuelta al expresidente de la WCW Eric Bischoff y al ex  World Wrestling Federation jefe creativo Vince Russo, reuniéndolos para dirigir la WCW.
En la pantalla, Bischoff y Russo se hicieron cargo y declararon vacantes todos los títulos de la WCW el 10 de abril de 2000. También declararon un nuevo establo con los dos al frente llamado The New Blood. Consistió en la mayoría de los luchadores más jóvenes de la WCW, así como en talentos que estuvieron en el fondo durante años, peleándose con "The Millionaire's Club", las estrellas más antiguas de la WCW, que según afirmaban los retenían a todos . La idea era hacer que el talento joven terminara y generar más interés entre los fanáticos más jóvenes que vieron el WWF en lugar de WCW, aunque más tarde se convirtió en un New World Order Refrito. Mientras Hulk Hogan se peleaba con New Blood, ocasionalmente usaba un chaleco de mezclilla negro, con las iniciales "F.U.N.B." en la espalda en blanco. Las iniciales "F.U.N.B." significaba " A la mierda U New Blood". Durante una promoción televisada, Hogan dijo "¡N.B representa a New Blood, y puedes adivinar lo que significa F.U., hermano!".
El 16 de abril, en  Spring Stampede en Chicago Chicago, Illinois, todos los títulos se llenaron con partidos entre New Blood y Millionaire's Club. The New Blood ganó todos los títulos vacantes de la WCW, con la excepción del WCW Hardcore Championship, que fue ganado por Terry Funk.
Las peleas continuaron durante otro mes más o menos antes de que New Blood se disolviera debido a que la gerencia de la WCW tomó una decisión apresurada de que no estaba funcionando, ya que Millionaire's Club recibió la mayor parte de la reacción positiva de los fanáticos.
El verdadero final del ángulo se produjo el 9 de julio, después de la infame promoción de rodaje de Vince Russo, que provocó que Hogan y Bischoff dejaran la promoción. Sin embargo, el tema New Blood continuó en WCW coincidiendo con el "pago por evento" New Blood Rising "en agosto de 2000.

## Impacto
Diamond Dallas Page renunció a WCW (en la trama), citando su pelea con Eric Bischoff y New Blood le costó su salud, el Campeonato Mundial WCW, su esposa Kimberly, la mitad de sus posesiones a través del divorcio, y su mejor amigo Chris Kanyon.
La carrera de lucha de Ric Flair fue terminada por Vince Russo y David Flair en un combate de handicap, con la hija de Flair, Meghan, tirando la toalla; Ric y su hijo Reid se afeitaron la cabeza después de la pérdida.
Sting sufrió heridas graves (historia) después de ser incendiado y arrojado por el andamio TurnerVision por Vampiro.
Hollywood Hulk Hogan sufrió lesiones (argumento) después de que Bill Goldberg lo sometió a una mesa. Más tarde, Vince Russo despidió públicamente a Hogan de la WCW durante una promoción en el ring.
Jim Duggan sufrió una hemorragia interna (historia) y fue expulsado del ring después de que Bill Goldberg atacara su riñón.

## Miembros
The New Blood estaba compuesto por 3 "establos" diferentes: The Filthy Animals, The Natural Born Thrillers y el otro New Blood. Los miembros de New Blood fueron los que más se pelearon con Millionaire's Club, mientras que los otros dos fueron más de repartos de apoyo. Los thrillers de Natural Born eran todos novatos (con la excepción de Shawn Stasiak), mientras que el resto de New Blood ya había tenido tiempo de televisión.
|  | Luchadores de la nueva sangre \| \| - David Arquette - Mike Awesome - Buff Bagwell - Bam Bam Bigelow - Booker T - Lever - Disco Inferno / Disqo - Shane Douglas - David Flair - Goldberg - Juventud Guerrera - Bret Hart - Horace Hogan - Mark Jindrak \| - Johnny The Bull - Chris Kanyon - Billy Kidman - Konnan - Ernest Miller - Rey Misterio, Jr. - Sean O'Haire - Chuck Palumbo - Reno - Mike Sanders - Shawn Stasiak - Rick Steiner - Scott Steiner - Spear Storm - Vampiro - Big Vito - The Wall \| | Líderes de la nueva sangre - Eric Bischoff - Vince Russo - Jeff Jarrett Administradores de La Nueva Sangre - Tylene Buck - Daffney - Miss Hancock - Kimberly Page - Madusa - Midajah - M.I. Smooth (también luchador a tiempo parcial para el grupo) - Ron Reis (solo una noche) - Shakira (Kim Kanner) - Tammy Lynn Sytch - Torrie Wilson |
|  | - David Arquette - Mike Awesome - Buff Bagwell - Bam Bam Bigelow - Booker T - Lever - Disco Inferno / Disqo - Shane Douglas - David Flair - Goldberg - Juventud Guerrera - Bret Hart - Horace Hogan - Mark Jindrak | - Johnny The Bull - Chris Kanyon - Billy Kidman - Konnan - Ernest Miller - Rey Misterio, Jr. - Sean O'Haire - Chuck Palumbo - Reno - Mike Sanders - Shawn Stasiak - Rick Steiner - Scott Steiner - Spear Storm - Vampiro - Big Vito - The Wall                                                                                             |

## Campeonatos y logros
- World Championship Wrestling
  - WCW World Heavyweight Championship (5 veces) - Jeff Jarrett (4), David Arquette (1)
  - WCW United States Championship (1 vez) - Scott Steiner
  - WCW Cruiserweight Championship 3 veces) - Chris Candido (1), Crowbar (1), Daffney (1)
  - WCW Hardcore Championship (5 veces) - Shane Douglas (1), Eric Bischoff (1), Johnny the Bull (1), Big Vito (2)
  - WCW World Tag Team Championship (2 veces) - Shane Douglas y Buff Bagwell (1), Chuck Palumbo y Shawn Stasiak (1)

- Datos: Q4994241